# Dinastía afsárida
La dinastía afsárida (en persa: افشاریان‎) fue una dinastía iraní fundada por Nader Shah (r. 1736-1747) del clan Qirqlu de la tribu turcomana Afshar, que gobernaba el Imperio afsárida.